# Polonia en el Festival de la Canción de Eurovisión 2021
Polonia participó en el LXV Festival de la Canción de Eurovisión, celebrado en Róterdam, Países Bajos del 18 al 22 de mayo del 2021, tras la victoria de Duncan Laurence con la canción «Arcade». La Telewizja Polska decidió seleccionar internamente al cantante Rafał Brzozowski para participar en la edición de 2021, siendo presentada en el mes de marzo la canción «The ride» con la cual competiría.
Rafał Brzozowski finalizó en la 14.ª posición con 35 puntos, 18 del jurado profesional y 17 del televoto, con lo cual Polonia fue eliminada en semifinales por tercer festival consecutivo.

## Historia de Polonia en el Festival
Polonia es uno de los países de Europa del Este que se fueron uniendo al festival desde después de la disolución de la Unión Soviética, debutando en 1994. Desde entonces el país ha concursado en 22 ocasiones, siendo su mejor participación el año de su debut, con un 2° lugar obtenido por Edyta Górniak y la balada «To nie ja». Así mismo, el país se ha colocado en dos ocasiones más dentro de los 10 mejores del concurso: en 2003 y 2016. Desde la introducción de las semifinales, Polonia ha logrado estar en la final en 6 ocasiones, siendo uno de los países con más eliminaciones en semifinales. 
La representante para la edición cancelada de 2020 fue la ganadora de la final nacional de ese año, Alicja Szemplińska con la canción balada «Empires». En 2019, el grupo Tulia no clasificó a la gran final, terminando en 11° lugar con 120 puntos con el tema «Fire of Love (Pali şie)».

## Representante para Eurovisión

### Elección Interna
Polonia confirmó su participación en octubre de 2020. Polonia fue uno de los últimos países en presentar su representante en Eurovisión; habiendo barajado los nombres de la representante para la edición de 2020 Alicja Szemplińska, la representante de Polonia en 2014 Cleo, y el presentador de Festival de la Canción de Eurovisión Junior 2020 Rafał Brzozowski. Finalmente, el 12 de marzo de 2021, la TVP presentó a Rafal con la canción electropop «The ride» compuesta por Joakim Övrenius, Thomas Karlsson, Clara Rubensson y Johan Mauritzson. Polonia junto a Alemania y Chipre fueron los únicos países que usando la selección interna, escogieron a un artista distinto al seleccionado en 2020. 

## En Eurovisión
De acuerdo a las reglas del festival, todos los concursantes inician desde las semifinales, a excepción del anfitrión (en este caso, Países Bajos) y el Big Five compuesto por Alemania, España, Francia, Italia y Reino Unido. La producción del festival decidió respetar el sorteo ya realizado para la edición cancelada de 2020 por lo que se determinó que el país, tendría que participar en la segunda semifinal. En este mismo sorteo, se determinó que participaría en la primera mitad de la semifinal (posiciones 1-8). Semanas después, ya conocidos los artistas y sus respectivas canciones participantes, la producción del programa dio a conocer el orden de actuación, determinando que Polonia participara en la sexta posición, precedida por Austria y seguido de Moldavia.
Los comentarios para Polonia corrieron por parte de Marek Sierocki y Aleksander Sikora en todos los shows. La portavoz de la votación del jurado profesional polaco fue la copresentadora de la edición 2019 y 2020 del Festival de la Canción de Eurovisión Junior, Ida Nowakowska.

### Semifinal 2
Rafał Brzozowski tomó parte de los primeros ensayos los días 10 y 13 de mayo, así como de los ensayos generales con vestuario de la segunda semifinal los días 19 y 20 de mayo. El ensayo general de la tarde del 19 fue tomado en cuenta por los jurados profesionales para emitir sus votos, que representan el 50% de los puntos. Suiza se presentó en la posición 6, detrás de Moldavia y por delante de Austria.
Al final del show, Polonia no fue anunciada como uno de los países clasificados para la gran final. Los resultados revelados una vez terminado el festival, posicionaron a Polonia en el 14.º lugar con 35 puntos, habiéndose colocado en 14.º puesto con 18 puntos del jurado profesional y en 13.ª posición del televoto con 17 puntos.

### Votación

#### Votación otorgada a Polonia

##### Semifinal 2
| Jurado       | Jurado    | Jurado     | Jurado                   | Jurado                         |
| 12 puntos    | 10 puntos | 8 puntos   | 7 puntos                 | 6 puntos                       |
| ------------ | --------- | ---------- | ------------------------ | ------------------------------ |
| - San Marino |           |            |                          |                                |
| 5 puntos     | 4 puntos  | 3 puntos   | 2 puntos                 | 1 punto                        |
|              |           | - Bulgaria | - Grecia                 | - Dinamarca                    |
| Televoto     |           |            |                          |                                |
| 12 puntos    | 10 puntos | 8 puntos   | 7 puntos                 | 6 puntos                       |
|              |           |            | - Moldavia - Reino Unido |                                |
| 5 puntos     | 4 puntos  | 3 puntos   | 2 puntos                 | 1 punto                        |
|              |           |            |                          | - Austria - Francia - Islandia |

#### Votación dada por Polonia
| Puntos    | Jurado     | Televoto   |
| --------- | ---------- | ---------- |
| 12 puntos | Grecia     | Finlandia  |
| 10 puntos | San Marino | Islandia   |
| 8 puntos  | Suiza      | Suiza      |
| 7 puntos  | Moldavia   | Moldavia   |
| 6 puntos  | Albania    | Dinamarca  |
| 5 puntos  | Bulgaria   | Portugal   |
| 4 puntos  | Estonia    | Bulgaria   |
| 3 puntos  | Islandia   | Georgia    |
| 2 puntos  | Finlandia  | San Marino |
| 1 punto   | Portugal   | Serbia     |

| Puntos    | Jurado     | Televoto  |
| --------- | ---------- | --------- |
| 12 puntos | San Marino | Ucrania   |
| 10 puntos | Islandia   | Italia    |
| 8 puntos  | Portugal   | Islandia  |
| 7 puntos  | Suiza      | Suiza     |
| 6 puntos  | Israel     | Finlandia |
| 5 puntos  | Italia     | Francia   |
| 4 puntos  | Malta      | Lituania  |
| 3 puntos  | Bélgica    | Noruega   |
| 2 puntos  | Finlandia  | Rusia     |
| 1 punto   | Rusia      | Suecia    |

##### Desglose
El jurado polaco estuvo compuesto por:
- Norbert Dudziuk (Norbi)
- Joanna Klepko (Cleo)
- Michał Michalik
- Piotr Winnicki
- Anna Żaczek-Biderman

| Semifinal 2 | Semifinal 2     | Semifinal 2                | Semifinal 2                | Semifinal 2                | Semifinal 2                | Semifinal 2                | Semifinal 2                | Semifinal 2                | Semifinal 2                | Semifinal 2                |
| N.º         | País            | Jurado                     | Jurado                     | Jurado                     | Jurado                     | Jurado                     | Jurado                     | Jurado                     | Televoto                   | Televoto                   |
| N.º         | País            | Jurado A                   | Jurado B                   | Jurado C                   | Jurado D                   | Jurado E                   | Ranking                    | Puntos                     | Ranking                    | Puntos                     |
| ----------- | --------------- | -------------------------- | -------------------------- | -------------------------- | -------------------------- | -------------------------- | -------------------------- | -------------------------- | -------------------------- | -------------------------- |
| 01          | San Marino      | 1                          | 2                          | 1                          | 3                          | 6                          | 2                          | 10                         | 9                          | 2                          |
| 02          | Estonia         | 6                          | 6                          | 5                          | 14                         | 8                          | 7                          | 4                          | 12                         |                            |
| 03          | República Checa | 11                         | 16                         | 15                         | 12                         | 10                         | 14                         |                            | 16                         |                            |
| 04          | Grecia          | 3                          | 1                          | 2                          | 1                          | 4                          | 1                          | 12                         | 11                         |                            |
| 05          | Austria         | 9                          | 15                         | 11                         | 7                          | 15                         | 11                         |                            | 15                         |                            |
| 06          | Polonia         | -------------------------- | -------------------------- | -------------------------- | -------------------------- | -------------------------- | -------------------------- | -------------------------- | -------------------------- | -------------------------- |
| 07          | Moldavia        | 2                          | 7                          | 4                          | 6                          | 2                          | 4                          | 7                          | 4                          | 7                          |
| 08          | Islandia        | 13                         | 8                          | 7                          | 8                          | 7                          | 8                          | 3                          | 2                          | 10                         |
| 09          | Serbia          | 10                         | 12                         | 16                         | 16                         | 12                         | 15                         |                            | 10                         | 1                          |
| 10          | Georgia         | 15                         | 14                         | 13                         | 11                         | 9                          | 12                         |                            | 8                          | 3                          |
| 11          | Albania         | 8                          | 5                          | 6                          | 4                          | 3                          | 5                          | 6                          | 13                         |                            |
| 12          | Portugal        | 14                         | 11                         | 9                          | 5                          | 13                         | 10                         | 1                          | 6                          | 5                          |
| 13          | Bulgaria        | 4                          | 3                          | 8                          | 10                         | 5                          | 6                          | 5                          | 7                          | 4                          |
| 14          | Finlandia       | 7                          | 9                          | 10                         | 9                          | 11                         | 9                          | 2                          | 1                          | 12                         |
| 15          | Letonia         | 12                         | 10                         | 12                         | 15                         | 14                         | 13                         |                            | 14                         |                            |
| 16          | Suiza           | 5                          | 4                          | 3                          | 2                          | 1                          | 3                          | 8                          | 3                          | 8                          |
| 17          | Dinamarca       | 16                         | 13                         | 14                         | 13                         | 16                         | 16                         |                            | 5                          | 6                          |

| Final | Final        | Final    | Final    | Final    | Final    | Final    | Final   | Final  | Final    | Final    |
| N.º   | País         | Jurado   | Jurado   | Jurado   | Jurado   | Jurado   | Jurado  | Jurado | Televoto | Televoto |
| N.º   | País         | Jurado A | Jurado B | Jurado C | Jurado D | Jurado E | Ranking | Puntos | Ranking  | Puntos   |
| ----- | ------------ | -------- | -------- | -------- | -------- | -------- | ------- | ------ | -------- | -------- |
| 01    | Chipre       | 13       | 20       | 11       | 15       | 17       | 19      |        | 16       |          |
| 02    | Albania      | 14       | 9        | 25       | 18       | 15       | 18      |        | 23       |          |
| 03    | Israel       | 5        | 4        | 5        | 10       | 9        | 5       | 6      | 22       |          |
| 04    | Bélgica      | 26       | 17       | 17       | 6        | 1        | 8       | 3      | 19       |          |
| 05    | Rusia        | 3        | 8        | 21       | 25       | 13       | 10      | 1      | 9        | 2        |
| 06    | Malta        | 6        | 5        | 12       | 9        | 7        | 7       | 4      | 11       |          |
| 07    | Portugal     | 4        | 7        | 3        | 5        | 2        | 3       | 8      | 17       |          |
| 08    | Serbia       | 18       | 16       | 20       | 21       | 25       | 23      |        | 20       |          |
| 09    | Reino Unido  | 12       | 10       | 9        | 12       | 16       | 11      |        | 26       |          |
| 10    | Grecia       | 15       | 19       | 19       | 8        | 14       | 15      |        | 14       |          |
| 11    | Suiza        | 7        | 3        | 2        | 4        | 8        | 4       | 7      | 4        | 7        |
| 12    | Islandia     | 2        | 1        | 4        | 1        | 4        | 2       | 10     | 3        | 8        |
| 13    | España       | 19       | 18       | 13       | 23       | 11       | 22      |        | 24       |          |
| 14    | Moldavia     | 24       | 23       | 26       | 17       | 6        | 16      |        | 21       |          |
| 15    | Alemania     | 8        | 25       | 18       | 24       | 21       | 20      |        | 18       |          |
| 16    | Finlandia    | 10       | 11       | 8        | 7        | 10       | 9       | 2      | 5        | 6        |
| 17    | Bulgaria     | 22       | 12       | 14       | 13       | 24       | 21      |        | 15       |          |
| 18    | Lituania     | 23       | 24       | 24       | 14       | 23       | 24      |        | 7        | 4        |
| 19    | Ucrania      | 9        | 13       | 22       | 20       | 12       | 14      |        | 1        | 12       |
| 20    | Francia      | 20       | 14       | 6        | 16       | 19       | 13      |        | 6        | 5        |
| 21    | Azerbaiyán   | 21       | 21       | 23       | 22       | 20       | 26      |        | 12       |          |
| 22    | Noruega      | 25       | 26       | 15       | 26       | 26       | 25      |        | 8        | 3        |
| 23    | Países Bajos | 16       | 6        | 10       | 19       | 22       | 12      |        | 25       |          |
| 24    | Italia       | 17       | 22       | 7        | 2        | 5        | 6       | 5      | 2        | 10       |
| 25    | Suecia       | 11       | 15       | 16       | 11       | 18       | 17      |        | 10       | 1        |
| 26    | San Marino   | 1        | 2        | 1        | 3        | 3        | 1       | 12     | 13       |          |